# Турецький повіт
Турецький повіт (пол. powiat turecki) — один з 31 земських повітів Великопольського воєводства Польщі.
Утворений 1 січня 1999 року в результаті адміністративної реформи.

## Загальні дані
Повіт знаходиться у східній частині воєводства.
Адміністративний центр — місто Турек.
Станом на 1.01.2008 населення становить 83 585 осіб, площа 929,43 км².

## Демографія
Демографічні дані повіту станом на 30.06.2005:
|       | Всього | Всього | Жінки  | Жінки | Чоловіки | Чоловіки |
| ----- | ------ | ------ | ------ | ----- | -------- | -------- |
|       | осіб   | %      | осіб   | %     | осіб     | %        |
| Повіт | 83 686 | 100    | 42 839 | 51,2  | 40 847   | 48,8     |
| Міста | 34 398 | 100    | 17 999 | 52,3  | 16 399   | 47,7     |
| Села  | 49 288 | 100    | 24 840 | 50,4  | 24 448   | 49,6     |